# Ashland (Unternehmen)

Ehemaliges Logo

Ashland Inc. ist ein 1924 in den Vereinigten Staaten gegründetes Unternehmen, das weltweit in über 100 Ländern aktiv ist. Der Hauptsitz des Unternehmens befindet sich in Covington, Kentucky. Ashland stellt Spezialchemikalien, Zwischenprodukte, Lösungsmittel und Motoröl her. Das Unternehmen ist im Aktienindex S&P 500 gelistet.

## Geschichte
Die Wurzeln des Unternehmens gehen auf die Swiss Drilling Company zurück, die 1910 von J. Fred Miles gegründet wurde. Im Jahr 1923 wurde Paul Blazer als zukünftiger Leiter der 1924 gegründeten Ashland Refining Company eingestellt. In den 1930er- bis 1950er-Jahren wuchs die Firma durch mehrere Fusionen und Expansion. So erwarb Ashland die Tri-State Refining Company und die Cumberland Pipeline Company. Im Jahr 1936 fusionierten Swiss Oil und Ashland Refining Company zur Ashland Oil and Refining Company. Das Unternehmen wuchs weiter durch Übernahmen, darunter Allied Oil Company, Aetna Oil Company und Frontier Oil Company. 
Eine weitere Expansion erfolgte in den 1960er bis 1980er Jahre. Ashland erwarb die United Carbon Company, die Humble Oil & Refining Company und die Archer Daniels Midland Chemicals Company. 1970 änderte das Unternehmen seinen Namen in Ashland Oil, Inc. Zu weiteren Akquisitionen gehören Union Carbide Petroleum Company und Empire State Petroleum. In den 1990er- bis 2000er-Jahren expandierte Ashlands Valvoline-Sparte durch den Kauf von Zerex. Das Unternehmen konsolidierte die Aktivitäten von Arch Mineral und Ashland Coal. 1998 fusionierten die Marathon Oil Company und Ashland Inc. zur Marathon Ashland Petroleum LLC.
2008 wurde Hercules Inc. von Ashland übernommen. Im August 2011 übernahm Ashland die International Speciality Products (ISP), eine Nachfolgegesellschaft der GAF Corporation. Heute ist Ashland Inc. ein führender Anbieter von Waren und Dienstleistungen für die Grundstoffindustrie und die Verbrauchermärkte mit Geschäftsbereichen in den Bereichen Chemie, Verbundwerkstoffe, Körperpflege und mehr.

## Geschäftsbereiche
Im Bereich Specialty Ingredients werden Celluloseether, Vinylpyrrolidone, PVP und verschiedene Klebstoffe hergestellt.
Der Bereich Performance Materials produziert u. a. Gelcoats, Maleinsäureanhydrid, 1,4-Butandiol und 2-Buten-1,4-diol, Tetrahydrofuran sowie N-Methylpyrrolidon.

### Valvoline

Logo von Valvoline

Valvoline ist die wohl bekannteste Abteilung von Ashland. 1866 von John Ellis in Pennsylvania, USA gegründet und 1950 von Ashland übernommen, ist Valvoline heute in über 140 Ländern aktiv und seit mehr als 125 Jahren z. B. auch in Deutschland tätig.
Der europäische Hauptsitz von Valvoline ist in der niederländischen Gemeinde Barendrecht. Die Herstellung vieler Produkte für den europäischen Markt, den Mittleren Osten und Afrika findet in dem Valvoline-Werk in Dordrecht statt. Die Unternehmenszentrale befindet sich in Lexington (Kentucky).
Überwiegend bekannt als Hersteller von Schmierstoffen, bietet Valvoline auch Chemieprodukte und Programme für den automotiven Sektor, sowie Rostschutzprodukte der hauseigenen Marke Tectyl an.